# Emiliano Zapata (Tabasco)
Pour l’article homonyme, voir Emiliano Zapata.
Emiliano Zapata est une ville et une municipalité de l'État de Tabasco, dans le sud-est du Mexique.

## Situation
La municipalité est située dans la région du río Usumacinta. Elle est limitrophe à la fois de l'État de Campeche et de l'État de Chiapas. 
| Jonuta (es)           | Palizada (es) (Campeche) | Carmen (es) (Campeche)   |
| Catazajá (Chiapas)    | Emiliano Zapata          | Balancán (es) (Campeche) |
| La Libertad (Chiapas) | Palenque (es) (Chiapas)  | Tenosique (es)           |

## Population
La municipalité a 29 518 habitants au recensement réalisé en 2010 par l'INEGI[réf. souhaitée].
En 2020, la municipalité a 32 181 habitants.